# Cyrtorhinus caricis
Cyrtorhinus caricis är en insektsart som först beskrevs av Carl Fredrik Fallén 1807.  Cyrtorhinus caricis ingår i släktet Cyrtorhinus och familjen ängsskinnbaggar. Arten är reproducerande i Sverige. Inga underarter finns listade i Catalogue of Life.